# إشمي داغان الثاني
إشمي داغان الثاني معنى إسمه داجون هو الرأس هو ملك آشور من القرن 16 ق م، حسب قائمة ملوك آشور، خلفه الحكم من شمشي أدد الثاني وخلفه في الحكم شمشي اداد الثالث.